# Klasická mechanika
Klasická mechanika je mechanika, zabývající se mechanickými jevy makroskopických těles, která se pohybují rychlostí zanedbatelnou vzhledem k rychlosti světla.
S takovými jevy se člověk běžně kolem sebe setkává, proto byla většina mechanických jevů zkoumána již ve starověku (Archimédés, Hérón). Na samém konci středověku pak začaly znovu být poznatky upřesňovány a dále rozšiřovány (Galileo Galilei, Blaise Pascal). Vyvrcholením bylo dílo Isaaca Newtona, který postuloval zákony klasické mechaniky (Newtonovy pohybové zákony), přetrvávající až do konce 19. století. Proto bývá klasická mechanika často označována jako Newtonova mechanika, jde-li o doslovnou citaci Newtona, nebo newtonovská mechanika, jde-li o mechaniku v duchu Newtonově, případně však dále rozvinutou.
Ke konci 19. století byly při pokusech sloužících k určení rychlosti světla zjištěny rozpory se stávající Newtonovou teorií. Tyto rozpory se podařilo odstranit Albertu Einsteinovi formulací teorie relativity. Relativistická fyzika je založena na obdobných principech jako newtonovská mechanika, proto bývá takto vzniklá relativistická mechanika dnes považována za součást klasické mechaniky. Někdy se v této souvislosti také hovoří o klasické relativistické mechanice, čímž se zdůrazňuje rozdíl od kvantové relativistické mechaniky.
Max Planck našel ke konci 19. století řešení problému označovaného jako ultrafialová katastrofa. Jeho řešení vedlo ke změně chápání fyzikálních principů, jejichž důsledkem byl vznik kvantové mechaniky, která se zabývá především mikroskopickými tělesy.
Jako klasická mechanika bývá primárně označována mechanika Newtonova (tedy mechanika pomalu se pohybujících makroskopických těles). Pokud je třeba rozlišovat pouze mezi principy, na nichž je založena kvantová mechanika, a principy, na nichž je založena Newtonova a Einsteinova teorie, pak je klasická mechanika společným označením pro Newtonovu i relativistickou mechaniku (jedná se tedy o společné označení pro pohyb makroskopických těles). Klasická mechanika se tedy zaměřuje na mechaniku makrosvěta, zatímco kvantová mechanika se zaměřuje na fyziku mikrosvěta.